# جوني كلينغ
جوني كلينغ (بالإنجليزية: Johnny Kling)‏ هو لاعب كرة قاعدة أمريكي، ولد في 25 فبراير 1875 في كانساس سيتي في الولايات المتحدة، وتوفي بنفس المكان في 31 يناير 1947.

## وصلات خارجية
- جوني كلينغ على موقعبيزبول رفرنس.كوم (الدوري الرئيسي) (الإنجليزية)
- جوني كلينغ على موقع جمعية أبحاث البيسبول الأمريكية (الإنجليزية)